# ФК Олимпијакос сезона 2016/17.
ФК Олимпијакос сезона 2016/17. била је 58 узастопна сезона фудбалског клуба Олимпијакос у Суперлиги Грчке, а 91 сезона од оснивања клуба. Олимпијакос је постао првак Грчке седми пут заредом, изједначивши сопствени рекорд из периода од 1997. до 2003. године, док је освојио 19 титулу у последњих 21 годину. Постојала је могућност да због нереда у полуфиналу Купа против АЕК-а, Олимпијакосу буде одузето шест бодова, на основу чега би био бодовно изједначен са ПАОК-ом, али то се није десило, кажњени су са четири утакмице без присуства публике за наредну сезону. У Купу Грчке, испао је полуфиналу од АЕК-а; у првој утакмици у Пиреју изгубио је 2:1, док је у реваншу побиједио 1:0, али је испао због мање голова постигнутих у гостима.
У Европи, играо је квалификације за Лигу шампиона, гдје је у трећем колу испао од Хапоел Биршебе; након 0:0 у Пиреју, изгубио је 1:0 у Биршеби и није се пласирао у групну фазу Лиге шампиона први пут након пет година. Такмичење је наставио у плеј оф рунди за пласман у Лигу Европе, гдје је играо са португалском Аруком, коју је избацио након продужетака. У групној фази противници су му били АПОЕЛ, Јанг Бојс и Астана. Групу је прошао са другог мјеста и пласирао се у прву елиминациону рунду. У шеснаестини финала избацио је турски Османлиспор, док је у осмини финала изгубио укупним резултатом 5:2 у двомечу са Бешикташем.
Сезона је обиљежена честим промјенама тренера, промијенило се њих пет од јуна 2016. до јуна 2017. године: Марко Силва, Виктор Санчез, Пауло Бенто, Василис Вузас и Такис Лемонис су били тренери током сезоне.

## Играчи

### Коначна постава
| Број                  | Име                 | Држава      | Позиција     | Мјесто рођења                       | Датум рођења (број година) | Стигао из              | Напомене     |
| Голмани               | Голмани             | Голмани     | Голмани      | Голмани                             | Голмани                    | Голмани                | Голмани      |
| --------------------- | ------------------- | ----------- | ------------ | ----------------------------------- | -------------------------- | ---------------------- | ------------ |
| 27                    | Стефанос Капино     | Грчка       | GK           | Пиреј, Грчка                        | 18. март 1994. (22)        | Мајнц                  |              |
| 31                    | Никола Леали        | Италија     | GK           | Кастиљоне деле Стивере, Италија     | 17. фебруар 1993. (24)     | Јувентус               | на позајмицу |
| 33                    | Лефтерис Шутесјотис | Грчка       | GK           | Макричори, Тесалија, Грчка          | 20. јул 1994. (22)         | Академија Олимпијакоса |              |
| Одбрамбени играчи     |                     |             |              |                                     |                            |                        |              |
| 3                     | Алберто Ботија      | Шпанија     | CB           | Мурсија, Шпанија                    | 27. јауар 1989. (28)       | Севиља                 |              |
| 6                     | Мануел да Коста     | Мароко      | CB           | Сент Макс, Француска                | 6. мај 1986. (30)          | Сиваспор               |              |
| 22                    | Али Сисоко          | Француска   | LB           | Блоа, Француска                     | 15. септембар 1987 (29)    | Астон Вила             | на позајмицу |
| 24                    | Алберто де ла Беља  | Шпанија     | LB           | Санта Колома, Каталонија, Шпанија   | 2. децембар 1985. (31)     | Реал Сосиједад         | на позајмицу |
| 36                    | Бруно Виана         | Бразил      | CB           | Макае, Бразил                       | 5. фебруар 1995. (22)      | Крузеиро               |              |
| 43                    | Димитрис Николау    | Грчка       | CB / LB      | Евбеја, Грчка                       | 13. август 1998. (18)      | Академија Олимпијакоса |              |
| 44                    | Хуан Карлос Паредес | Еквадор     | FB / WB / RW | Есмералдас, Еквадор                 | 8. јул 1987. (29)          | Вотфорд                | на позајмицу |
| 45                    | Панаготис Рецос     | Грчка       | CB           | Атина, Грчка                        | 9. август 1998. (18)       | Академија Олимпијакоса |              |
| 77                    | Диого Фигуеирас     | Португалија | RB           | Кастанеира до Рибатехо, Португалија | 1. јул 1991. (25)          | Севиља                 |              |
| Играчи средине терена |                     |             |              |                                     |                            |                        |              |
| 4                     | Алексис Ромао       | Того        | CM           | Л'ај ле Роз, Француска              | 18. јануар 1984. (33)      | Олимпик Марсељ         |              |
| 7                     | Костас Фортунис     | Грчка       | AM           | Трикала, Грчка                      | 16. октобар 1992. (24)     | Кајзерслаутерн         |              |
| 8                     | Андреас Бушалакис   | Грчка       | CM           | Ираклион, Грчка                     | 5. април 1993. (23)        | Ерготелис              |              |
| 10                    | Алехандро Домингез  | Аргентина   | АМ           | Ланус, Аргентина                    | 10. јун 1981. (35)         | Рајо Ваљекано          |              |
| 11                    | Марко Марин         | Њемачка     | АМ / LW      | Градишка, СФР Југославија           | 13. март 1989. (27)        | Челси                  |              |
| 19                    | Естебан Камбијасо   | Аргентина   | DM           | Буенос Ајрес, Аргентина             | 18. август 1980. (36)      | ФК Лестер Сити         |              |
| 28                    | Андре Мартинс       | Португалија | CM           | Санта Марија де Феира, Португалија  | 21. јануар 1990. (27)      | Спортинг               |              |
| 32                    | Танасис Андруцос    | Грчка       | АМ           | Маруси, Грчка                       | 6. мај 1997. (19)          | Академија Олимпијакоса |              |
| 52                    | Гјоргос Мантатис    | Грчка       | CM           | Софија, Бугарска                    | 11. мај 1997. (19)         | Академија Олимпијакоса |              |
| Нападачи              |                     |             |              |                                     |                            |                        |              |
| 9                     | Оскар Кардосо       | Парагвај    | CF           | Хуан Еулохио Естигарибија, Парагвај | 20. мај 1983. (33)         | Трабзон                |              |
| 17                    | Карим Ансарифард    | Иран        | CF           | Ардабил, Иран                       | 3. април 1990. (26)        | Паниониос              |              |
| 18                    | Тарик Елионуси      | Норвешка    | CF / LW      | Ал Хосејма, Мароко                  | 23. фебруар 1988. (28)     | Хофенхајм              |              |
| 92                    | Себа                | Бразил      | LW / CF      | Salvador, Бразил                    | 8. јун 1992. (24)          | Есторил                |              |

### Млади играчи придружени првом тиму
Млађи тим Олимпијакоса — Олимпијакос до 20 година, такмичио се у том тренутку у Суперлиги Грчке за играче до 20 година, као и у УЕФА лиги младих. Утакмице као домаћин играју у тренинг центру Ренти, капацитета 3.000 мјеста.
| Бр. |          | Позиција | Играч                  |
| --- | -------- | -------- | ---------------------- |
| 15  | Албанија | О        | Ардит Толи             |
| 30  | Грчка    | Г        | Димитрис Скафидас      |
| 34  | Грчка    | С        | Димитрис Тасиулис      |
| 38  | Грчка    | С        | Константинос Мегаритис |

| Бр. |          | Позиција | Играч            |
| --- | -------- | -------- | ---------------- |
| 39  | Грчка    | С        | Гјоргос Ксидас   |
| 40  | Грчка    | Г        | Христос Карадаис |
| 42  | Албанија | С        | Маријус Врушај   |

### Фудбалери који наступају за репрезентације
| - Ардит Толи (до 21) - Алберто де ла Беља - Хуан Карлос Паредес - Карим Ансарифард - Никола Леали (до 21) - Мануел да Коста - Тарик Елионуси - Оскар Кардозо - Андре Мартинс - Алексис Ромао |  | - Костас Фортунис - Стефанос Капино (Сениорска и репрезентација до 21 године) - Лефтерис Шутесиотис (до 21) - Гјоргос Мантатис (до 19) - Танасис Андруцос (до 19) - Панагјотис Рецос (до 19) - Димитрис Николау (до 19) - Гјоргос Ксидас (до 19) - Константинос Мегаритис (У-19) - Маријус Врушај (до 19) |  |  |

### Страни фудбалери
| Играчи из држава ЕУ: - Марко Марин - Али Сисоко - Алберто де ла Беља - Никола Леали - Диого Фигуеирас - Андре Мартинс - Алберто Ботија |  | Играчи из држава ЕУ, са двојним држављанством: - Естебан Камбијасо - Алехандро Домингез - Мануел да Коста - Алексис Ромао - Маријус Врушај |  | Играчи из држава ван ЕУ: - Тарик Елионуси - Ардит Толи - Себа - Бруно Виана - Хуан Карлос Паредес - Карим Ансарифард - Оскар Кардозо |  |

### Други играчи са уговором
| - Ђанис Каргас (дијели уговор са Платанијасем) |

## Трансфери и позајмице

### Дошли

#### Љето 2016.
| Бр. |             | Позиција | Играч                                                          |
| --- | ----------- | -------- | -------------------------------------------------------------- |
|     | Португалија | О        | Диого Фигуеирас (из Севиље) (за: €1.4М)                        |
|     | Кипар       | О        | Константинос Лаифис (из Анортозиса) (за: €537К)                |
|     | Бразил      | О        | Бруно Виана (из Крузеира)                                      |
|     | Грчка       | О        | Антонис Карагеоргис (из Калонија)                              |
|     | Португалија | С        | Андре Мартинс (из Спортинга)                                   |
|     | Того        | С        | Алексис Ромао (из Олимпик Марсеља)                             |
|     | Њемачка     | С        | Марко Марин (из Челсија)                                       |
|     | Норвешка    | Н        | Тарик Елионуси (из Хофенхајма)                                 |
|     | Парагвај    | Н        | Оскар Кардозо (из Трабзона)                                    |
|     | Италија     | Г        | Никола Леали (на позајмицу из Јувентуса)                       |
|     | Шпанија     | О        | Алберто де ла Беља (на позајмицу из Реал Сосиједада)           |
|     | Португалија | Н        | Гонсало Пасијенсија (на позајмицу из Порта Б)                  |
|     | Грчка       | Г        | Гјоргос Стрезос (из Паначаики) (повратак са позајмице)         |
|     | Грчка       | О        | Тасос Авлонитис (из Штурма) (повратак са позајмице)            |
|     | Грчка       | О        | Димитрис Гутас (из Шкоде Ксанти) (повратак са позајмице)       |
|     | Грчка       | О        | Манолис Бертос (из Шкоде Ксанти) (повратак са позајмице)       |
|     | Грчка       | О        | Епаминондас Пантелакис (из Кисамикоса) (повратак са позајмице) |
|     | Грчка       | С        | Манолис Цанакакис (из Анортозиса) (повратак са позајмице)      |
|     | Грчка       | С        | Фанис Цандарис (из Паниониоса) (повратак са позајмице)         |
|     | Грчка       | С        | Ђанис Ђаниотас (из АПОЕЛ-а) (повратак са позајмице)            |
|     | Аргентина   | С        | Николас Мартинез (из Анортозиса) (повратак са позајмице)       |
|     | Црна Гора   | С        | Марко Јанковић (из Марибора) (повратак са позајмице)           |
|     | Нигерија    | С        | Михаел Олаитан (из Кортријка) (повратак са позајмице)          |
|     | Грчка       | С        | Ђанис Манијатис (из Стандард Лијежа) (повратак са позајмице)   |
|     | Комори      | Н        | Ел Фарду Бен (из Левадијакоса) (повратак са позајмице)         |
|     | Грчка       | Н        | Анастасијос Караманос (из Паниониоса) (повратак са позајмице)  |
|     | Грчка       | Н        | Никос Вергос (из Елчеа) (повратак са позајмице)                |
|     | Србија      | Н        | Марко Шћеповић (из Мускрона) (повратак са позајмице)           |

#### Зима 2016/2017.
| Бр. |           | Позиција | Играч                                                         |
| --- | --------- | -------- | ------------------------------------------------------------- |
|     | Француска | О        | Али Сисоко (на позајмицу из Астон Вила)                       |
|     | Еквадор   | О        | Хуан Карлос Паредес (на позајмицу из Вотфорда)                |
|     | Албанија  | С        | Ћазим Лачи (из АПОЕЛ-а) (повратак са позајмице)               |
|     | Грчка     | С        | Константинос Плегас (из Пантракикоса) (повратак са позајмице) |
|     | Иран      | Н        | Карим Ансарифард (из Паниониоса)                              |

### Отишли

#### Љето 2016.
| Бр. |             | Позиција | Играч                                                          |
| --- | ----------- | -------- | -------------------------------------------------------------- |
| 11  | Швајцарска  | С        | Пајтим Касами (на позајмицу у Нотингем Форест)                 |
| 15  | Албанија    | С        | Ћазим Лачи (на позајмицу у АПОЕЛ)                              |
| 16  | Шпанија     | Г        | Роберто Хименез (прешао у Еспањол) (за: €3M)                   |
| 16  | Грчка       | Н        | Никос Вергос (на позајмицу у Реал Мадрид Б)                    |
| 17  | Мексико     | Н        | Алан Пулидои (прешао у ФК Чивас Гвадалахара)                   |
| 19  | Шпанија     | С        | Давид Фустер (отпуштен)                                        |
| 20  | Грчка       | С        | Димитрис Коловос (на позајмицу у Мехелен)                      |
| 21  | Шведска     | С        | Џими Дурмаз (прешао у Тулузу) (за: €2.5M)                      |
| 26  | Француска   | О        | Артур Нас (прешао у Вест Хем) (за: €7M)                        |
| 27  | Парагвај    | Н        | Хорхе Бенитез (прешао у Круз Азул, претходно био на позајмици) |
| 30  | Бразил      | О        | Леонардо Салино (отпуштен)                                     |
| 34  | Грчка       | С        | Манолис Салиакас (на позајмицу у Кармиотиса)                   |
| 46  | Грчка       | С        | Константинос Плегас (на позајмицу у Пантракикос)               |
| 77  | Португалија | Н        | Ернани (повратак у Порто са позајмице)                         |
| 99  | Нигерија    | Н        | Михаел Олаитан (прешао у Паниониос)                            |
| –   | Грчка       | Г        | Гјоргос Стрезос (прешао у Панегјалиос)                         |
| –   | Грчка       | О        | Манолис Бертос (прешао у Астерас Триполи)                      |
| -   | Грчка       | О        | Манолис Цанакакис (прешао у Арис)                              |
| –   | Кипар       | О        | Константинос Лаифис (на позајмицу у Стандард Лијеж)            |
| –   | Грчка       | О        | Димитрис Гутас (на позајмицу у Кортријк)                       |
| –   | Грчка       | О        | Епаминондас Пантелакис (на позајмицу у Кисамикос)              |
| –   | Грчка       | О        | Антонис Карагеоргис (на позајмицу у Калони)                    |
| –   | Грчка       | О        | Тасос Авлонитис (отпуштен)                                     |
| –   | Грчка       | С        | Ђанис Ђаниотас (на позајмицу у АПОЕЛ)                          |
| –   | Црна Гора   | С        | Марко Јанковић (на позајмицу у Партизан)                       |
| –   | Аргентина   | С        | Николас Мартинез (на позајмицу у Вестерн Сиднеј вондерерси)    |
| –   | Комори      | Н        | Ел Фарду Бен (прешао у Паниониос)                              |
| –   | Грчка       | Н        | Анастасиос Караманос (на позајмицу у Феиренсе)                 |
| –   | Србија      | Н        | Марко Шћеповић (прешао у Видеотон)                             |

#### Зима 2016/2017.
| Бр. |             | Позиција | Играч                                                          |
| --- | ----------- | -------- | -------------------------------------------------------------- |
| 2   | Грчка       | С        | Ђанис Манијатис (отпуштен)                                     |
| 5   | Србија      | С        | Лука Миливојевић (прешао у Кристал Палас)                      |
| 14  | Норвешка    | О        | Омар Елабделау (на позајмицу у Хал Сити)                       |
| 20  | Грчка       | О        | Константинос Цимикас (на позајмицу у Есбјерг)                  |
| 21  | Португалија | Н        | Гонсало Пасијенсија (вратио се са позајмице у Порто Б)         |
| 23  | Грчка       | О        | Димитрис Сиовас (на позајмицу у Легањес)                       |
| 29  | Грчка       | О        | Праксителис Вурос (на позајмицу у Левадијакос)                 |
| 44  | Србија      | С        | Саша Здјелар (на позајмицу у Мајорку)                          |
| 90  | Колумбија   | Н        | Фелипе Пардо (на позајмицу у Нант)                             |
| 99  | Нигерија    | Н        | Браун Идеје (прешао у Тиањин теда)                             |
| –   | Црна Гора   | С        | Марко Јанковић (прешао у Партизан, претходно био на позајмици) |
| –   | Албанија    | С        | Ћазим Лачи (на позајмицу у Левадијакос)                        |
| –   | Грчка       | С        | Фанис Цандарис (на позајмицу у Копар)                          |

## Особље

### Менаџмент
| Менаџмент:                                                               | Менаџмент:                |
| ------------------------------------------------------------------------ | ------------------------- |
| Власник                                                                  | Евангелос Маринакис       |
| Предсједник                                                              | Евангелос Маринакис       |
| Први замјеник предсједника                                               | Савас Теодоридис          |
| Други замјеник предсједника                                              | Сократис С. Кокалис       |
| Трећи замјеник предсједника Трансфер менаџер                             | Михалис Кунтурис          |
| Четврти замјеник предсједника Шеф правног одјељења и клупски представник | Теодорос Ђаникос          |
| Пети замјеник предсједника                                               | Јанис Моралис             |
| Шести замјеник предсједника                                              | Димитрис Аграфиотис       |
| Главни директор                                                          | Јоанис Вренцос            |
| Стратешки савјетник Међународни односи                                   | Кристијан Карембе         |
| Инфраструктура Директор академије и административни директор             | Гјоргос Павлоу            |
| Комерцијала Директор корпоративне комуникације и друштвене свјесности    | Константинос Кардиасменос |

### Тренерско, техничко и медицинско особље
Током сезоне, промијенило се пет тренера од јуна 2016. до јуна 2017. године: Марко Силва, Виктор Санчез, Пауло Бенто, Василис Вузас и Такис Лемонис.
| Тренерско особље                         | Тренерско особље               |
| ---------------------------------------- | ------------------------------ |
| Главни тренер                            | Такис Лемонис                  |
| Помоћни тренери                          | Аријел Ибагаза (привремено)    |
| Помоћни тренери                          | Анастасиос Пантос (привремено) |
| Тренер голмана                           | Алексос Рантос (привремено)    |
| Аналитичар                               |                                |
| Ђанис Вогјацакис                         |                                |
| Гјоргос Мартекос                         |                                |
| Фитнес тренер                            |                                |
| Христос Мурикис                          |                                |
| Манос Смпокос                            |                                |
| Техничко особље                          |                                |
| Технички савјетник и спортски директор   | Франсоа Модесто                |
| Стратешки савјетник и међународни односи | Кристијан Карембе              |
| Директор маркетинга и спонзорства        | Ерик Абидал                    |
| Тим менаџер                              | Кириакос Дурекас               |
| Преводиоци                               | Роберто Гарсија Перал          |
| Преводиоци                               | Марина Тсали                   |
| Медицинско особље                        |                                |
| Главни доктор                            | Христос Теос                   |
| Физиотерапеути                           | Никос Ликуресис                |
| Физиотерапеути                           | Томас Томас                    |
| Физиотерапеути                           | Николаос Кулопулос             |
| Нутрициониста – Физиолог                 | Марија Ликомитру               |

### Скаутинг
| Шеф скаутинг одјељења | Франсоа Модесто      |
| Скаути                | Гјоргос Коколакис    |
| Скаути                | Димитриос Барбалијас |
| Скаути                | Никос Вамвакулос     |
| Скаути                | Гјоргос Аманатидис   |
| Скаути                | Ђовани               |
| Скаути                | Лусијано Галети      |

### Академија Олимпијакоса
| Технички директор                 | Теодорос Елефтериадис |
| Генерални менаџер                 | Тасос Митропулос      |
| Тренери младих голмана            | Фото Стракоша         |
| Тренери младих голмана            | Алексос Рантос        |
| тренер тимова до 20 и 19 година   | Василис Вузас         |
| тренер тимова до 8, 9 и 18 година | Ђанис Шинаракис       |
| тренер тима до 17 година          | Димитрис Маврогенидис |
| тренер тима до 16 година          | Гјоргос Папакостулис  |
| тренер тима до 15 година          | Тасос Теос            |
| тренер тима до 14 година          | Никос Тополатис       |
| тренер тима до 13 година          | Фотис Папапанагис     |
| тренер тима до 12 година          | Анастасиос Пантос     |
| тренер тима до 11 година          | Тасос Кириакопулос    |
| тренер тима до 10 година          | Јаковос Хацираптис    |

## Пријатељске утакмице
Побједа
      Реми
      Пораз
      Слиједи

### Пријатељске у јуну
| 27. јун 2016. Пријатељска | Хорн           | 1:4 | Олимпијакос                                                    | Аксамс, Тирол, Аустрија |  |
| 18:00                     | Кевин Тано 55’ |     | Алан Пулиди 5’, 23’ · Костас Фортунис 34’ · Ђанис Ђаниотас 56’ | Стадион: Стадион Аксамс |  |

| 30. јун 2016. Пријатељска | Вакер Инзбрук      | 1:1 | Олимпијакос     | Лангефелд, Тирол, Аустрија                        |  |
| 17:30                     | Роман Кершбаум 23’ |     | Алан Пулидо 80’ | Стадион: Стадион Лангефелд Судија: Рејнхолд Фишер |  |

### Пријатељске у јулу
| 8. јул 2016. Пријатељска | Гент                                       | v | Олимпијакос                           | Гент, Белгија                                         |  |
| 20:30                    | Мозес Симон 31’ · Жереми Пербе 44’ (пенал) |   | Браун Идеје 38’ · Костас Фортунис 58’ | Стадион: Геламко Арена Судија: Себастијан Делферијере |  |

| 13. јул 2016. Пријатељска | Вестерло                                          | 2:3 | Олимпијакос | Вестерло, Велгија          |  |
| 19:00                     | Силвер Жанвула М'Буси 82’ · Бењамин де Куељар 90’ |     |             | Стадион: Стадион Хет Копје |  |

| 15. јул 2016. Пријатељска | Клуб Бриж | 0:0 | Олимпијакос | Руселаре, Белгија         |  |
| 19:00                     |           |     |             | Стадион: Шервелде стадион |  |

| 20. јул 2016. Пријатељска | Атромитос                                      | 3:1 | Олимпијакос          | Перистри, Атина, Грчка |  |
| 21:00                     | Маријано Битоло 27’ · Антони ле Талек 73’, 84’ |     | Лука Миливојевић 33’ |                        |  |

### Пријатељске у августу
| 7. август 2016. Пријатељска | Бешикташ            | 1:0 | Олимпијакос | Бешикташ, Истанбул, Турска |  |
| 20:00                       | Омер Шишманоглу 58’ |     |             | Стадион: Водафон Арена     |  |

| 13. август 2016. Пријатељска | Олимпијакос                                    | 3:1 | Арис           | Пиреј, Грчка                 |  |
| noon                         | Фелипе Пардо 39’ · Костас Фортунис 43’ (пенал) |     | Брана Илић 78’ | Стадион: Стадион Караискакис |  |

| 31. август 2016. Пријатељска | Олимпијакос                                                 | 2:0 | Левадијакос | Пиреј, Грчка                 |  |
| 20:00                        | Теодорос Трипоцерис 22’ (ауто гол) · Танасис Андруцас 90+4’ |     |             | Стадион: Стадион Караискакис |  |

## Такмичења

### Суперлига Грчке
Суперлига је првобитно требало да почне 20. августа 2016. године, али је министар спорта — Ставрос Контонис, одложио почетак сезоне због страха од насиља. Контонис је навео да су им званичници полиције предложили одлагање због бројних свађа у које су укључени фудбалски савез Грчке (EPO), организатори лиге и неки клубови, због чега се јавила велика забринутост за безбједност на утакмицама Суперлиге. У петак 12. августа, АЕК, ПАОК и Панатинаикос су најавили да ће иступити из првенства јер је фудбалски савез Грчке саставио списак судија за сезону 2016/17. без консултовања са њима или са Суперлигом.
Сезона је почела 10. септембра, утакмицама трећег кола. На дан 9. новембра, пред почетак утакмица 11. кола, подметнут је пожар на имању предсједника судијске комисије — Гјоргоса Бикаса, док је он са својом породицом био у кући. Причињена је велика материјална штета, након чега је фудбалски савез Грчке суспендовао сва фудбалска такмичења у држави. Сезона је настављена 26. септембра. Утакмице првог кола одигране су 3. јануара 2017, утакмице другог кола игране су 7. јануара, док су утакмице 11. кола игране 14. јануара.
Олимпијакос је освојио титулу, 44 укупно, седму узастопну и 19 у последњих 21 годину. Ипак, због нереда навијача на утакмици полуфинала Купа против АЕК-а, Олимпијакосу је пријетило одузимање, можда и титуле; међутим, кажњени су само са четири утакмице без публике у наредној сезони.

#### Табела на крају лиге
| Мјесто | Екипа        | Играно | Побједа | Неријешено | Изгубио | Дао гол. | При. гол. | Гол-разлика | Бодови | Напомене                    |
| ------ | ------------ | ------ | ------- | ---------- | ------- | -------- | --------- | ----------- | ------ | --------------------------- |
| 1      | Олимпијакос  | 30     | 21      | 4          | 5       | 57       | 16        | +41         | 67     | Лига шампиона - групна фаза |
| 2      | ПАОК         | 30     | 20      | 4          | 6       | 52       | 19        | +33         | 61     | УЕФА плеј оф                |
| 3      | Панатинаикос | 30     | 16      | 9          | 5       | 45       | 19        | +26         | 57     | УЕФА плеј оф                |
| 4      | АЕК          | 30     | 14      | 11         | 5       | 54       | 23        | +31         | 53     | УЕФА плеј оф                |
| 5      | Паниониос    | 30     | 15      | 7          | 8       | 35       | 23        | +12         | 52     | УЕФА плеј оф                |

#### Утакмице
Побједа
      Реми
      Пораз
      Одложена
| 4. јануар 2017. 1 | Олимпијакос                           | 2:1 | Астерас Триполи        | Пиреј |  |
| 17:30             | Костас Фортунис 54’ · Марко Марин 90’ |     | Пабло Маза 27’ (пенал) | Стадион: Стадион Караискакис Гледалаца: 15.532 Судија: Аристидис Вациос Помоћне судије: Манолис Калфакис Помоћне судије: Јоаис Бецоглу |  |

| 8. јануар 2017. 2 | Шкода Ксанти | 0:2 | Олимпијакос                            | Ксанти |  |
| 17:30             |              |     | Браун Идеје 38’ · Лука Миливојевић 88’ | Стадион: Ксанти арена Гледалаца: 1.271 Судија: Ставрос Манталос Помоћне судије: Христос Акивос Помоћне судије: Јанис Сипкас |  |

| 11. септембар 2016. 3 | Олимпијакос                                                                                                 | 6:1 | Бер                    | Пиреј |  |
| 18:30                 | Браун Идеје 25’ · Себа 27’ · Тарик Елијонуси 41’ · Лука Миливојевић 49’ · Браун Идеје 61’ · Браун Идеје 89’ |     | Пантелис Капетанос 76’ | Стадион: Стадион Караискакис Гледалаца: 20.213 Судија: Јоанис Делфакис Помоћне судије: Панагјотис Касаветис Помоћне судије: Михалис Досис |  |

| 18. септембар 2016. 4 | Ираклис                                          | 1:2 | Олимпијакос       | Солун |  |
| 18:30                 | Алехандро Домингез 52’ (пенал) · Браун Идеје 75’ |     | Емануел Пероне 5’ | Стадион: Кафтанзољо стадион Гледалаца: 3.864 Судија: Ананијас Фотиадис Помоћне судије: Емануил Власис Помоћне судије: Манолис Калфакис |  |

| 25. септембар 2016. 5 | Лариса              | 1:0 | Олимпијакос | Лариса |  |
| 18:30                 | Николаос Голиас 90’ |     |             | Стадион: Стадион Алказар Гледалаца: 5.507 Судија: Јоанис Пападопулос Помоћне судије: Кријакос Меркенидис Помоћне судије: Константинос Николаидис |  |

| 2. октобар 2016. 6 | Олимпијакос                                              | 3:0 | АЕК | Пиреј |  |
| 18:30              | Браун Идеје 6’ · Андре Мартинс 64’ · Костас Фортунис 79’ |     |     | Стадион: Стадион Караискакис Гледалаца: 24.175 Судија: Анастасиос Сидиропулос Помоћне судије: Дамјанос Ефимидис Помоћне судије: Лазарос Димитриадис |  |

| 15. октобар 2016. 7 | Паниониос | 0:2 | Олимпијакос                               | Атина |  |
| 18:30               |           |     | Алберто Ботија 15’ · Лука Миливојевић 64’ | Стадион: Стадион Неа Смирни Гледалаца: 3.171 Судија: Мариос Лабропулос Помоћне судије: Димитрис Верис Помоћне судије: Димитриос Цафолис |  |

| 23. октобар 2016. 8 | Олимпијакос                                           | 2:1 | ПАОК               | Пиреј |  |
| 18:30               | Фернандо Варела 25’ (ауто гол) · Лука Миливојевић 90’ |     | Фернандо Варела 6’ | Стадион: Стадион Караискакис Гледалаца: 24.727 Судија: Александрос Аретопулос Помоћне судије: Христос Акривос Помоћне судије: Илијас Алексес |  |

| 29. октобар 2016. 9 | Атромитос | 0:1 | Олимпијакос     | Атина |  |
| 17:30               |           |     | Браун Идеје 54’ | Стадион: Стадион Димотко Перистериу Гледалаца: 1.553 Судија: Јоанис Делфакис Помоћне судије: Ефимиос Курентас Помоћне судије: Панагјотис Касаветис |  |

| 6. новембар 2016. 10 | Олимпијакос                                                | 3:0 | Панатинаикос | Пиреј |  |
| 17:30                | Алберто Ботија 21’ · Тарик Елијонуси 26’ · Браун Идеје 44’ |     |              | Стадион: Стадион Караискакис Гледалаца: 31.283 Судија: Анастасиос Сидиропулос Помоћне судије: Полихронис Костарас Помоћне судије: Лазарос Димитриадис |  |

| 14. јануар 2017. 11 | Платанијас                                           | 2:2 | Олимпијакос                      | Перволија |  |
| 17:30               | Гјоргос Гјакумакис 36’ · Гјоргос Манусос 40’ (пенал) |     | Браун Идеје 4’ · Браун Идеје 13’ | Стадион: Стадион Димотико Гледалаца: 2.456 Судија: Гјоргос Фукакис Помоћне судије: Панагјотис Статопулос Помоћне судије: Д. Анастасопулос |  |

| 27. новембар 2016. 12 | Олимпијакос | 0:0 | Керкира | Пиреј |  |
| 13:00                 |             |     |         | Стадион: Стадион Караискакис Гледалаца: 9.032 Судија: Гјоргос Бланас Помоћне судије: Трифон Петропулос Помоћне судије: Д. Анастасопулос |  |

| 4. децембар 2016. 13 | Олимпијакос                                                                    | 4:0 | Левадијакос | Пиреј |  |
| 13:00                | Браун Идеје 48’ · Лука Миливојевић 70’ · Костас Фортунис 71’ · Браун Идеје 74’ |     |             | Стадион: Стадион Караискакис Гледалаца: 13.564 Судија: Ангелос Евангелу Помоћне судије: Леонидас Фрагиадакис Помоћне судије: Михалис Досис |  |

| 12. децембар 2016. 14 | ПАС Јањина | 0:2 | Олимпијакос                  | Јањина |  |
| 17:30                 |            |     | Оскар Кардозо 68’ · Себа 90’ | Стадион: Стадион Зосимадес Гледалаца: 4.009 Судија: Анастасиос Папапетроу Помоћне судије: Јорданис Димитриадис Помоћне судије: Василис Кабурис |  |

| 18. децембар 2016 15 | Олимпијакос                              | 3:1 | Панетоликос       | Пиреј |  |
| 13:00                | Себа 61’ · Оскар Кардозо 83’ · Диого 85’ |     | Гјоргос Кусас 52’ | Стадион: Стадион Караискакис Гледалаца: 15.528 Судија: Александрос Кацикогјанис Помоћне судије: Хасан Кула Помоћне судије: Криакос Меркенидис |  |

| 18. јануар 2017. 16 | Астерас Триполи | 0:0 | Олимпијакос | Триполи |  |
| 17:30               |                 |     |             | Стадион: Теодорос Колокотронис Гледалаца: 1.772 Судија: Гјоргос Кизас Помоћне судије: Хасан Кула Помоћне судије: Криакос Меркенидис |  |

| 21. јануар 2017. 17 | Олимпијакос                                            | 2:0 | Шкода Ксанти | Пиреј |  |
| 17:30               | Ставрос Сварнас 48’ (ауто гол) · Георгиос Мантатис 90’ |     |              | Стадион: Стадион Караискакис Гледалаца: 16.150 Судија: Гјоргос Коминис Помоћне судије: Хрисула Куромпилиа Помоћне судије: Јоанис Тубакарис |  |

| 29. јануар 2017. 18 | Бер               | 1:2 | Олимпијакос                                | Бер |  |
| 17:30               | Жефри Сарпонг 54’ |     | Костас Фортунис 11’ · Лука Миливојевић 35’ | Стадион: Градски стадион Гледалаца: 1.425 Судија: Атанасиос Цилос Помоћне судије: Василис Кабурис Помоћне судије: Панагјотис Касаветис |  |

| 5. фебруар 2017. 19 | Олимпијакос                                                | 3:0 | Ираклис | Пиреј |  |
| 17:30               | Бруно Виана 2’ · Тарик Елијонуси 42’ · Костас Фортунис 56’ |     |         | Стадион: Стадион Караискакис Гледалаца: 14.956 Судија: Евангелос Киоценис Помоћне судије: Гјоргос Лазарис Помоћне судије: Димитриос Цафолиас |  |

| 11. фебруар 2017. 20 | Олимпијакос                             | 2:0 | Лариса | Пиреј |  |
| 17:30                | Атанасијос Андруцос 1’ · Браун Идеје 9’ |     | 54’ ·  | Стадион: Стадион Караискакис Гледалаца: 13.258 Судија: Христос Гранас Помоћне судије: Василиос Каравасилис Помоћне судије: Рејнхарт Буксбаум |  |

| 19. фебруар 2017. 21 | АЕК                 | 1:0 | Олимпијакос | Атина |  |
| 17:30                | Асрит Ајдаревић 34’ |     |             | Стадион: Спиридон Луис Гледалаца: 28.046 Судија: Ставрос Мантолас Помоћне судије: Христос Акривос Помоћне судије: Димитриос Тацис |  |

| 26. фебруар 2017. 22 | Олимпијакос | 0:1 | Паниониос          | Пиреј |  |
| 17:30                |             |     | Гјоргос Масурас 1’ | Стадион: Стадион Караискакис Гледалаца: 17.843 Судија: Гјоргос Коминис Помоћне судије: Елијас Алексес Помоћне судије: Јоанис Бецоглу |  |

| 5. март 2017. 23 | ПАОК                                       | 2:0 | Олимпијакос | Солун |  |
|                  | Јевхен Шаков 53’ · Александар Пријовић 60’ |     |             | Стадион: Стадион Тумба Гледалаца: 26.379 Судија: Гјоргос Кизас Помоћне судије: Димитриос Тацис Помоћне судије: Христос Балтас |  |

| 12. март 2017. 24 | Олимпијакос                                             | 2:0 | Атромитос | Пиреј |  |
| 15:15             | Мануел да Коста 36’ · Сократис Фитанидис 62’ (ауто гол) |     |           | Стадион: Стадион Караискакис Гледалаца: 16.532 Судија: Спирос Селимос Помоћне судије: Василис Кабурис Помоћне судије: Антонијус Карацикас |  |

| 19. март 2017. 25 | Панатинаикос    | 1:0 | Олимпијакос | Атина |  |
| 17:30             | Маркус Берг 15’ |     |             | Стадион: Апостолос Николаидис Гледалаца: 13.668 Судија: Гјоргос Коминис Помоћне судије: Лазарос Димитриадис Помоћне судије: Хасан Кула |  |

| 1. април 2017 26 | Олимпијакос                         | 2:1 | Платанијас                  | Пиреј |  |
| 17:30            | Марко Марин 54’ · Алексис Ромао 63’ |     | Гјоргос Манусос 45’ (пенал) | Стадион: Стадион Караискакис Гледалаца: 17.052 Судија: Праксителис Захаридис Помоћне судије: Василиос Ламбру Помоћне судије: Константинос Николаидис |  |

| 5. април 2017. 27 | Керкира | 0:2 | Олимпијакос                           | Крф |  |
| 17:30             |         |     | Костас Фортунис 20’ · Марко Марин 78’ | Стадион: Стадион Керкира Гледалаца: 2.042 Судија: Ангелос Евангелу Помоћне судије: Димитриос Гагас Помоћне судије: Космас Харисис |  |

| 9. април 2017. 28 | Левадијакос        | 1:1 | Олимпијакос       | Ливадија |  |
| 17:00             | Стелиос Василу 43’ |     | Оскар Кардозо 89’ | Стадион: Градски стадион Гледалаца: 2.446 Судија: Евангелос Кјоценис Помоћне судије: Антонијус Карацикас Помоћне судије: Гјоргос Кундурелис |  |

| 23. април 2017. 29 | Олимпијакос | 5:0 | ПАС Јањина | Пиреј |  |
| 17:00              | Марко Марин 21’ · Мануел да Коста 24’ · Алберто де ла Беља 29’ · Алберто де ла Беља 71’ · Алехандро Домингез 81’ (пенал) |     |            | Стадион: Стадион Караискакис Гледалаца: 20.818 Судија: Атанасиос Цилос Помоћне судије: Димитриос Гагас Помоћне судије: Д. Анастасопулос |  |

| 30. април 2017. 30 | Панетоликос | 0:2 | Олимпијакос                                  | Агринион |  |
| 17:00              |             |     | Алехандро Домингез 37’ · Тарик Елијонуси 79’ | Стадион: Стадион Панетоликоса Гледалаца: 3.272 Судија: Александрос Кацикогјанис Помоћне судије: Димитриос Тацис Помоћне судије: Елефтериос Каралис |  |

### Куп Грчке

#### Групна фаза
| Тим            | Играно | П. | Н | И | Голови | Поени |
| -------------- | ------ | -- | - | - | ------ | ----- |
| 1. Олимпијакос | 3      | 3  | 0 | 0 | 8:0    | 9     |
| 2. Платанијас  | 3      | 2  | 0 | 1 | 3:4    | 6     |
| 3. Спарта      | 3      | 1  | 0 | 2 | 4:2    | 3     |
| 4. Ханија      | 3      | 0  | 0 | 3 | 1:10   | 0     |

| 26. октобар 2016. 1. коло | Олимпијакос                                              | 3:0 | Платанијас | Пиреј |  |
| 17:30                     | Фелипе Пардо 5’ · Фелипе Пардо 66’ · Омар Елабделауи 68’ |     |            | Стадион: Стадион Караискакис Судија: Ангелос Евангелоу Помоћне судије: Панагјотис Месинис Помоћне судије: Јоанис Бецоглу |  |

| 1. децембар 2016. 2. коло | Ханија | 0:4 | Олимпијакос                                                                                  | Ханија |  |
| 17:30                     |        |     | Естебан Камбијасо 16’ · Браун Идеје 25’ · Пантелис Теологу 42’ (ауто гол) · Фелипе Пардо 49’ | Стадион: Периволија Мунисипал Судија: Спирос Селимос Помоћне судије: Емануил Власис Помоћне судије: Геогиос Ставрулакис |  |

| 15. децембар 2016. 3. коло | Спарта | 0:1 | Олимпијакос           | Спарта |  |
| 13:00                      |        |     | Георгиос Мантатис 65’ | Стадион: Градски стадион Судија: Аристотелис Дијамантопулос Помоћне судије: Илијас Алексес Помоћне судије: Димитрис Вергатис |  |

| Арис               | 1:1 | Олимпијакос          |
| ------------------ | --- | -------------------- |
| Лука Милуновић 13’ |     | Карим Ансарифард 81’ |

| Олимпијакос                           | 2:0 | Арис |
| ------------------------------------- | --- | ---- |
| Али Сисоко 50’ · Димитрис Николау 86’ |     |      |

| Олимпијакос | 0:0 | Атромитос |
| ----------- | --- | --------- |
|             |     |           |

| Атромитос        | 1:1 | Олимпијакос                             |
| ---------------- | --- | --------------------------------------- |
| Абиола Дауда 46’ |     | Алексис Ромао 63’ · Костас Фортунис 71’ |

| Олимпијакос         | 1:2 | АЕК                                    |
| ------------------- | --- | -------------------------------------- |
| Диого Фигуеирас 13’ |     | Серхио Араухо 6’ · Патито Родригез 64’ |

| АЕК | 0:1 | Олимпијакос       |
| --- | --- | ----------------- |
|     |     | Алексис Ромао 82’ |

| 27. јул 2016. први меч | Олимпијакос | 0:1 | Хапоел Биршеба | Пиреј |  |
| 20:45                  |             |     |                | Стадион: Стадион Караискакис Гледалаца: 20.531 Судија: Хорхе Соуза Помоћне судије: Алваро Мескуита Помоћне судије: Пауло Соарес |  |

| 3. август 2016. реванш меч | Хапоел Биршеба | 0:1 | Олимпијакос | Биршеба |  |
| 20:45                      | Шир Цедек 79’  |     |             | Стадион: Стадион Турнер Гледалаца: 15.500 Судија: Беноа Бастијен Помоћне судије: Фредерик Акет Помоћне судије: Филип Жен |  |

| 18. август 2016. први меч | Арока | 0:1 | Олимпијакос | Арока |  |
| 21:00                     |       |     | Себа 27’    | Стадион: Градски стадион Гледалаца: 1.950 Судија: Славко Винчић Помоћне судије: Бојан Ул Помоћне судије: Андраж Ковачић |  |

| 25. август 2016. реванш меч | Олимпијакос                               | 0:1 2:1 aet | Арока    | Пиреј |  |
| 20:45                       | Алехандро Домингез 94’ · Браун Идеје 113’ |             | Геге 80’ | Стадион: Стадион Караискакис Гледалаца: 18.348 Судија: Алексеј Есков Помоћне судије: Димитриј Мосјакин Помоћне судије: Игор Демешко |  |

| Тим         | Играно | П | Р | И | ГД | ГП | ГР | Поени |
| ----------- | ------ | - | - | - | -- | -- | -- | ----- |
| АПОЕЛ       | 6      | 4 | 0 | 2 | 8  | 6  | +2 | 12    |
| Олимпијакос | 6      | 2 | 2 | 2 | 7  | 6  | +1 | 8     |
| Јанг Бојс   | 6      | 2 | 2 | 2 | 7  | 4  | +3 | 8     |
| Астана      | 6      | 1 | 2 | 3 | 5  | 11 | -6 | 5     |

| 15. септембар 2016. 1. коло | Јанг Бојс | 0:1 | Олимпијакос     | Берн |  |
| 19:00                       |           |     | Браун Идеје 42’ | Стадион: Швајцарска Ванкдорф Гледалаца: 11.132 Судија: Сергеј Бојко Помоћне судије: Александар Корнијко Помоћне судије: Ихор Алохин |  |

| 29. септембар 2016. 2. коло | Олимпијакос | 0:1 | АПОЕЛ               | Пиреј |  |
| 21:05                       |             |     | Пјетрос Сотироу 10’ | Стадион: Стадион Караискакис Гледалаца: 24.378 Судија: Пауел Гил Помоћне судије: Конрад Сапела Помоћне судије: Марсин Борковски |  |

| 20. октобар 2016. 3. коло | Олимпијакос                                           | 4:1 | Астана               | Пиреј |  |
| 21:05                     | Диого 25’ · Тарик Елијонуси 33’ · Себа 34’ · Себа 41’ |     | Жуниор Кабананга 54’ | Стадион: Стадион Караискакис Гледалаца: 21.480 Судија: Тобијас Стелер Помоћне судије: Мајк Пикел Помоћне судије: Јан Сидел |  |

| 3. новембар 2016. 4. коло | Астана              | 1:1 | Олимпијакос | Астана |  |
| 18:00                     | Ђорђе Деспотовић 8’ |     | Себа 30’    | Стадион: Арена Астана Гледалаца: 12.158 Судија: Орел Гринфелд Помоћне судије: Дани Красиков Помоћне судије: Рој Хасан |  |

| 24. новембар 2016. 5. коло | Олимпијакос         | 1:1 | Јанг Бојс     | Пиреј |  |
| 21:05                      | Костас Фортунис 48’ |     | Гијом Оро 58’ | Стадион: Стадион Караискакис Гледалаца: 24.131 Судија: Мирослав Зелинка Помоћне судије: Ондреј Пеликан Помоћне судије: Јан Патак |  |

| 8. децембар 2016. 6. коло | АПОЕЛ                                                | 2:0 | Олимпијакос | Никозија |  |
| 19:00                     | Мануел да Коста 19’ (ауто гол) · Игор де Камарго 83’ |     |             | Стадион: ГСП стадион Гледалаца: 14.779 Судија: Карлос дел Коро Помоћне судије: Хуан Хименез Помоћне судије: Дијего Барберо |  |

| Олимпијакос | 0:0 | Османлиспор |
| ----------- | --- | ----------- |
|             |     |             |

| Османлиспор | 0:3 | Олимпијакос                                                       |
| ----------- | --- | ----------------------------------------------------------------- |
|             |     | Карим Ансарифард 47’ · Тарик Елијонуси 70’ · Карим Ансарифард 86’ |

| Олимпијакос           | 1:1 | Бешикташ             |
| --------------------- | --- | -------------------- |
| Естебан Камбијасо 36’ |     | Винсент Абубакар 53’ |

| Бешикташ                                                                  | 4:1 | Олимпијакос         |
| ------------------------------------------------------------------------- | --- | ------------------- |
| Винсент Абубакар 10’ · Рајан Бабел 22’ · Рајан Бабел 75’ · Сенк Тосун 84’ |     | Тарик Елијонуси 31’ |